# Maxe Baumann: Keine Ferien für Max
Keine Ferien für Max ist der zweite Schwank der Maxe-Baumann-Reihe aus dem Jahr 1977. Er wurde am 31. Dezember 1977 zum ersten Mal im 1. Programm des Fernsehens der DDR ausgestrahlt.

## Handlung
Max hat beschlossen, sich um Mario Krüger zu kümmern, weil er dessen gesellschaftlichen Absturz verhindern will. Seine Urlaubsreise mit Hertha muss er darum aus Zeitmangel absagen. Er richtet in seiner Wohnung ein Atelier ein, denn Mario soll Hobbymaler werden. Als wäre das noch nicht genug, bringt Mario seine Musikanlage mit, die lautstark in der Wohnung läuft.
Aus diesen Gründen zieht Hertha in die Laube, bis Max wieder vernünftig ist.
Max bekommt aber schnell Probleme und mehr als ihm lieb sind: eine Menge Geld ist ihm im Betrieb abhandengekommen. Erna Mischke, seine Nachbarin, will sein Versprechen einlösen, dass er ihr hilft, dass Bergsteiger Ferdinand Holz sie endlich heiratet.
Max’ Schwiegertochter Waltraut hat vom Fremdgehen ihres Mannes Horst Baumann (Maxes Sohn) die Nase langsam voll und auch Monika hat mit Freund Jens (Enkel von Max) Probleme mit Seitensprüngen. Beide wollen von Max getröstet werden und mit ihm reden.
Unterdessen gerät Mario als wahrscheinlich Einziger, der am Tatort war, in Verdacht, das verlorengegangene Geld aus dem Betrieb gestohlen zu haben, Maxe glaubt aber wie viele andere nicht daran. Um das Geld dennoch zu beschaffen, ist Mario sogar bereit, seine über alles geliebte Musikanlage zu verkaufen, was er normalerweise nie getan hätte. Schließlich wird aber klar, dass Erna das offen herumliegende Geld in Sicherheit gebracht hat, Maxe ist erleichtert. Da die Unschuld von Mario bewiesen ist, kann er seine Musikanlage zurückkaufen.
Am Ende vertragen sich alle wieder, Erna bekommt endlich das „Ja“ von Ferdinand zur Hochzeit der beiden, und auch Hertha zieht zurück in die Wohnung.